# Robert-Jon McCarthy
Robert-Jon McCarthy, né le 30 mars 1994, est un coureur cycliste irlandais, d'origine australienne.

## Biographie
Robert-Jon McCarthy naît le 30 mars 1994 en Australie.
Membre de Bowden en 2013, il entre en 2014 dans l'équipe An Post-ChainReaction. Il est recruté par SEG Racing en 2015.
Fin juillet 2019, il est présélectionné pour représenter son pays aux championnats d'Europe de cyclisme sur route.

## Palmarès et classements mondiaux

### Palmarès
- 2011
  - 3e du championnat d'Australie du critérium juniors
- 2012
  -  Champion d'Australie sur route juniors
  - 1re et 2e étapes du Tour of the Riverland
  - 2eb étape du Keizer der Juniores
  - 3e du championnat d'Australie du critérium juniors
  - 3e du championnat d'Australie de poursuite par équipes juniors
- 2013
  - 1re étape du Tour of the Great South Coast
- 2014
  - 3e étape du Herald Sun Tour
  - 1re étape de l'An Post Rás
  - 2e du championnat d'Australie du critérium espoirs
  -  Médaillé d'argent du championnat d'Océanie sur route espoirs
  - 6e du championnat d'Océanie sur route
- 2017
  - 2e du Tour d'Ulster
- 2018
  - 2e étape de la Rás Tailteann

### Classements mondiaux
| Année                                 | 2014 | 2015  | 2016 | 2017 | 2018  | 2019  |
| ------------------------------------- | ---- | ----- | ---- | ---- | ----- | ----- |
| Classement mondial                    |      |       | nc   | nc   | 2165e | 1859e |
| UCI Europe Tour                       | 705e | 1039e | nc   | nc   | 1439e | 1224e |
| UCI Oceania Tour                      | 7e   | nc    | nc   | nc   | nc    |       |
|                                       |      |       |      |      |       |       |
| Légende : nc = non classéSource : UCI |      |       |      |      |       |       |